# Viktor Amadeus Henckel von Donnersmarck
 (mai 2023).
Viktor Amadeus, comte Henckel von Donnersmarck (né le 15 septembre 1727 à Mertschütz et mort le 31 janvier 1793 à Königsberg) est lieutenant général prussien et gouverneur de la forteresse de Königsberg. Il est seigneur du domaine en Silésie sur les domaines de Beuthen et Tarnowitz, chevalier de l'ordre de Saint-Jean et commandeur désigné de la commanderie de Süpplingenburg (de).

## Biographie

### Origine
Viktor Amadeus est issu d'une famille noble silésienne et est le fils de Leo Maximilian Henckel von Donnersmarck (né le 1er mars 1691 à Neudeck et mort le 25 août 1771 à Berlin) et sa femme Barbara Eleonora, née baronne von Hock (de) (née le 14 février 1691 à Groß-Reichen et morte le 13 avril 1753 à Liegnitz). Son père est chevalier de l'ordre de l'Aigle noir, seigneur héréditaire de Wesendorf, Seyfrodau, Dittersbach, Hold, Mittel- et Niederreppersdorff, et seigneur libre de Beuthen.

### Carrière militaire
À l'âge de 19 ans, Henckel von Donnersmarck entre au service prussien et est employé comme enseigne dans le 15e régiment d'infanterie. Avec ce régiment, il participe à la bataille de Kesselsdorf en décembre 1745. En 1750, il devient sous-lieutenant. Du 8 novembre 1756 au 12 avril 1758, Henckel von Donnersmarck est aide de camp du prince Henri et devient à ce poste premier lieutenant le 25 mars 1757. Il retourne ensuite dans son ancien régiment, mais reste un ami de toujours du prince.
Pendant la guerre de Sept Ans, il prend part aux batailles de Kesselsdorf, Prague, Roßbach, Zorndorf, Hochkirch et Torgau et combat dans les escarmouches de Dedeleben et Hornburg. En 1757, il reçoit le Pour le Mérite pour sa bravoure à la bataille de Prague. Le 19 février 1758, il devient capitaine d'état-major et le 12 avril 1758 capitaine et commandant de compagnie.
En 1762, il devint major, en 1772 lieutenant-colonel et en 1776 colonel. La même année, il est nommé commandant du 14e régiment d'infanterie « von Steinwehr (de) ». Il dirige ensuite le régiment lors de la guerre de Succession de Bavière. Le 20 mai 1782, il devient général de division et le 6 juin 1782 chef de régiment. En octobre 1786, le roi Frédéric-Guillaume II le nomme successeur du Generalleutnant Henri-Guillaume d'Anhalt. Henkel prend en charge le régiment de ce dernier ainsi que l'inspection générale de l'infanterie en Prusse-Orientale. En août 1787, il est nommé commandant de Memel et de Pillau. En 1789, il est nommé lieutenant général et gouverneur de Königsberg. Pour ses longues années de service, il reçoit le 14 juillet 1792 l'ordre de l'Aigle rouge.
Il combat comme volontaire dans l'armée russe contre les Turcs. À la bataille de Choczim le 18 septembre 1769, les Turcs ont avancé dans le camp russe lorsqu'il réussit à rallier les Russes et à repousser l'attaque.
Le prince Henri de Prusse lui dédie une plaque sur son obélisque de Rheinsberg.

### Famille
Henckel von Donnersmarck se marie deux fois. Il se marie le 13 décembre 1763 à Halberstadt avec Katharina Friederike Wilhelmina von Wackerhagen (née le 8 mars 1745 et morte le 22 mars 1770 à Berlin), la fille du riche industriel et conseiller prussien Georg August Christian von Wackerhagen (de) (1703-1771), qui n'a reçu son anoblissement qu'en 1763. Le couple a les enfants suivants :
- Friederike Henriette Maximiliane Auguste Hélène (née le 23 novembre 1764 et morte le 2 juillet 1835) mariée le 21 août 1796 Johann Karl von Hagen (né le 9 novembre 1758 et mort le 18 novembre 1823), sous-lieutenant prussien, plus tard chambellan à Dessau
- Wilhelmine Amélie (née le 26 décembre 1765 et mort le 25 janvier 1838), mariée :

le 23 septembre 1783 (divorcé en 1788) avec Albrecht Wilhelm von Massenbach (né le 10 septembre 1751 et mort le 1er août 1820), juge de la cour
le 6.mai 1790 avec Alexander von Tresckow (de) (1764–1823), général de division prussien
Sa seconde épouse est sa nièce Eleonore Maximiliane Ottilie von Lepel (de) (1756-1843). Le couple a les enfants suivants :
- Wilhelm Ludwig (de) (1775–1849) marié le 26 janvier 1804 avec Friederike von dem Knesebeck (de) (née le 1er janvier 1778 et morte le 11 septembre 1848)
- Henriette Ulrike Ottilie (1776–1851) mariée le 5 février 1796 avec Julius von Pogwisch (de) (né le 30 juillet 1760 et mort le 7 décembre 1836), dont la fille Ottilie est mariée au fils unique de Johann Wolfgang von Goethe.
- Leo Victor Felix (de) (1785-1861) marié le 12 novembre 1827 avec Thérèse von Bothmer (née le 10 mars 1807 et morte le 7 décembre 1840)
- Scipion Lazare Victor (né le 24 septembre 1787 à Königsberg)